# Guldhedens bibliotek

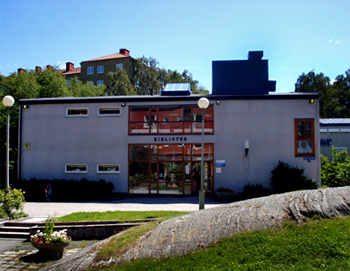
Guldhedens bibliotek.

Guldhedens bibliotek är ett folkbibliotek som ligger vid Doktor Fries torg i stadsdelen Guldheden i Göteborg. Det invigdes 1954 i nuvarande lokaler, ritade av arkitekt Sven Brolid, och ersatte Landala bibliotek som legat på Karl Gustavsgatan sedan 1913. Guldhedens bibliotek tillhör Göteborgs stadsdelsbibliotek, tillsammans med 26 andra bibliotek i olika stadsdelar inklusive Stadsbiblioteket på Götaplatsen.